# Клаус фон Амсберг
Клаус фон Амсберг (нім. Claus von Amsberg; 6 вересня 1926, Гітцаккер, Німеччина — 6 жовтня 2002, Амстердам, Нідерланди) — німецький аристократ, чоловік королеви Нідерландів Беатрікс, від 1980 року — принц-консорт Нідерландів, після весілля офіційно титулувався його королівська високість принц Нідерландів Клаус.

## Біографія
Народився в сімейному маєтку Гаус Детцінген. Його повним ім'ям при народженні було Клаус-Георг Вільгельм Фрідріх Отто Герд фон Амсберг (нім. Klaus-Georg Wilhelm Otto Friedrich Gerd von Amsberg).
Від 1928 року до початку Другої світової війни його батько жив у Танганьїці. Клаус виріс у маєтку свого діда в Нижній Саксонії, але в 1936—38 роках жив у Танганьїці, де навчався в інтернаті.
Після повернення до Німеччини він був членом Гітлерюгенду, а 1944 року був призваний до вермахту. У березні 1945 року Клаус був направлений у 90-у легку піхотну дивізію в Італії, але не встигнувши взяти участь у бойових діях, потрапив у полон до частин армії США у Мерано.
Після закінчення війни Клаус фон Армсберг закінчив школу в Люнебурзі, і, здобувши вищу юридичну освіту в Гамбурзі, почав працювати в дипломатичних структурах ФРН, перебуваючи в Домініканській Республіці і Кот-д'Івуарі. На початку 1960-х він був переведений у Бонн.
Влітку 1964 року фон Армсберг познайомився на прийомі на честь весілля княжни Тетяни Сайн-Вітгенштейн-Берлебурзької і ландграфа Моріца Гессенського з спадкоємною принцесою Нідерландів Беатрікс. 10 березня 1966 року в амстердамській церкві Вестеркерк, попри численні протести голландців, пов'язані з національністю Клауса і його участю в гітлерюгенді, відбулося весілля. Втім, у подальшому Клаус спромігся здобути популярність у нових підданих. Він активно займався громадською діяльністю. Після того, як Беатрікс у 1980 році вступила на престол, він дістав титул принца-консорта. У Беатрікс і Клауса було троє синів:
1. Віллем-Олександр (народився 27 квітня 1967 року);
2. граф Орансько-Нассауський Йоган-Фрізо (25 вересня 1968 — 12 серпня 2013);
3. принц Орансько-Нассауський Константин-Кристоф (народився 11 жовтня 1969 року).

Ближче до кінця життя Клаус почав хворіти на сильну депресію, рак і хворобу Паркінсона. Помер у жовтні 2002 року, похований у Делфтській Новій церкві. Це були перші державні похорони після 1962 року, коли ховали королеву Вільгельміну.